# Julija Wladimirowna Kaplina
Julija Wladimirowna Kaplina (russisch Юлия Владимировна Каплина; * 11. Mai 1993 in Tjumen) ist eine russische Sportkletterin. Ihre Stärken liegen in der Teildisziplin Speed, in der sie auch all ihre Erfolge erzielte.

## Sportliche Laufbahn
Seit 2012 nimmt sie an dem vom International Federation of Sport Climbing Kletterweltcup teil und erreichte seit 2013 mindestens einen Podiumsplatz bei einer Einzelveranstaltung in Speed. Zwischen 2013 und 2018 erreichte sie in der Jahreswertung Speed mindestens Platz 3; im Jahr 2016 gewann sie den Speed-Weltcup. Bei der Kletterweltmeisterschaft erreichte sie 2012 den zweiten und 2016 den dritten Platz.
Da Sportklettern in diesen Jahren noch keine olympische Sportart war, fanden Wettbewerbe im Rahmen der World Games statt. Hier erreichte sie 2013 im Speed Bronze und 2017 Gold.
Während ihrer Karriere stellte sie mehrere Weltrekorde auf – zuletzt mit 6,964 Sekunden in einer Qualifikationsrunde beim Speed bei der Europameisterschaft in Moskau.
Durch ihre Platzierung beim Qualifikationsturnier in Toulouse qualifizierte sich Kaplina für die infolge der COVID-19-Pandemie erst 2021 ausgetragenen Olympischen Sommerspiele 2020. Dort erreichte sie in der Qualifikation den 17. Platz und verpasste so die Qualifikation für das Finale.
Sie gehört der Climbing federation of Russia (CFR) an.